# SPQ (acronimo)
L'acronimo SPQ (dal latino Senatus PopulusQue che significa "il Senato e il Popolo") è sempre usato con una quarta lettera finale, che caratterizza la città o il luogo di riferimento.

## In origine
L'acronimo originale è SPQR, sigla di Senatus PopulusQue Romanus ("il Senato e il Popolo Romano") e si riferisce all'antica Repubblica Romana, oltre che ad essere usato come simbolo di unità e diritti civili anche al giorno d'oggi. Anticamente compariva sulle monete, sui documenti pubblici, su iscrizioni ufficiali in pietra o metallo.

## Uso moderno

### Italia
- Ad Alatri, in provincia di Frosinone, un antico stemma della città posto sopra una fontana reca al suo interno l'acronimo SPQA.
- Ascoli Piceno usa le lettere SPQA sulla parete sopra la loggia sud di Piazza del Popolo.
- Benevento usa le lettere SPQB sullo stemma cittadino (S.P.Q.B. concordes in unum), sul piedistallo della statua dell'imperatore Traiano, su molti tombini e lampioni stradali.
- Bologna usa le lettere SPQB sul piedistallo della fontana del Nettuno.
- Catania usa le lettere SPQC su molti tombini.
- Civitavecchia usa le lettere SPQC.
- Firenze usa le lettere SPQF.
- Foligno, in provincia di Perugia, usa le lettere SPQF sulla facciata del palazzo del comune
- A Forlì è riportata più volte la sigla SPQF in varie incisioni in Piazza Saffi.
- La provincia di Rieti usa le lettere SPQS sul suo scudo e la bandiera (la seconda "S" si riferisce a Sabinia).
- A Milano, Carlo V fece creare monete con la scritta SPQ Mediol Optimo Principi.
- Modica, in provincia di Ragusa, usa le lettere SPQM sul suo scudo.
- Modigliana, in provincia di Forlì-Cesena, usa SPQM nello stemma cittadino e sui tombini. [3]
- Molfetta, in provincia di Bari, usa le lettere SPQM sul suo scudo.[4]
- Napoli produsse monete durante la rivolta di Masaniello del 1647 che avevano uno scudo con scritto SPQN.
- Palermo usa le lettere SPQP.
- Penne, in provincia di Pescara, usa le lettere SPQP.
- Ravenna riporta le lettere SPQRA su alcune delle porte delle sue antiche muraglia.
- Siena usa le lettere SPQS
- Terracina, in provincia di Latina, usa le lettere SPQT.
- Tivoli, in provincia di Roma, usa le lettere SPQT.
- Vizzini, in provincia di Catania, usa le lettere SPQB.

### Paesi Bassi
- Alkmaar riporta le lettere SPQA sulla facciata dell'edificio Waag, che attualmente è un museo del formaggio.
- Amsterdam usa le lettere SPQA su uno dei suoi maggiori teatri e in alcuni ponti.
- Haarlem usa le lettere SPQH di fronte al municipio, in "Grote Markt".
- Rotterdam usa le lettere SPQR su un murale del municipio.

### Belgio
- Anversa riporta le lettere SPQA sull'edificio municipale.
- Bruges usa le lettere SPQB nel suo scudo.
- Bruxelles usa le lettere SPQB ripetute varie volte sull'edificio del tribunale, sopra il palcoscenico principale del teatro dell'opera La Monnaie, e sul soffitto dell'emiciclo del Senato, parte del Palazzo della Nazione.
- Hasselt usa le lettere SPQH.
- Courtrai usa le lettere SPQC sull'edificio municipale.
- Gand usa le lettere SPQG sull'edificio del teatro dell'opera e in altri palazzi importanti. Nel 1583 durante la Rivolta Tedesca, la città produsse monete con sopra inciso uno scudo ufficiale e la scritta in oggetto.
- Verviers usa le lettere SPQV per il Grand Theatre.

### Germania
- Brema usa le lettere SPQB sull'edificio municipale.
- Frisinga usa le lettere SPQF sulla porta dell'edificio municipale.
- Amburgo usa le lettere SPQH sul una porta dell'edificio municipale.
- Lubecca usa le lettere SPQL sulla Porta di Holsten.
- Norimberga usa le lettere SQPN sul Ponte Carlo (Karlsbrücke).

### Svizzera
- Basilea usa le lettere SPQB sul monumento conosciuto come Webern-Brunnen, a Steinenvorstadt.

### Altri luoghi
- Dublino, in Irlanda, usa le lettere SPQH (la H di Hibernia) sull'edificio municipale, edificato nel 1769.
- Florianopolis, in Brasile, usa le lettere SPQF.
- Leeuwarden, nei Paesi Bassi, usa le lettere SPQL nello studio del sindaco.
- Liverpool, in Inghilterra, usa le lettere SPQL in varie porte dorate della Saint George's Hall.
- Londra, in Inghilterra, ha usato le lettere SPQL.
- Olomouc, in Repubblica Ceca, usa le lettere SPQO sul suo scudo.
- Barcellona, in Spagna, usa le lettere SPQB in vari posti della città, fra cui il monumenti della Plaça d'Espanya.
- Valencia, in Spagna, usa le lettere SPQV in alcuni luoghi e edifici come la Lonja de la Seda e il palazzo storico dell'Università della città.
- Siviglia, in Spagna, ha riprodotto le lettere SPQH (per Senatus Populusque Hispalensis) nel 1520, sotto l'effigie di San Fernando nel concistoro.